# 奥尔米-卡佩拉
奥尔米-卡佩拉（法語：Olmi-Cappella，法語發音：[ɔlmi kapɛla]）是法国上科西嘉省的一个市镇，属于卡尔维区。该市镇由奥尔米（Olmi）和卡佩拉（Cappella）等村庄组成。

## 地理
奥尔米-卡佩拉（42°31'43"N, 9°1'11"E）面积51.1 平方千米，位于法国上科西嘉省，该省份位于科西嘉北部，后者为地中海西部的一座岛屿，也是法国的一个单一领土集体，位于法国大陆部分的东南面，意大利半島的西面，最临近的地块是撒丁岛。
与奥尔米-卡佩拉接壤的市镇（或旧市镇、城区）包括：奥基亚塔纳、皮奥焦拉、卡伦扎纳、阿斯科、瓦利卡、卡斯蒂福、诺韦拉、帕拉斯卡、贝尔戈代尔。

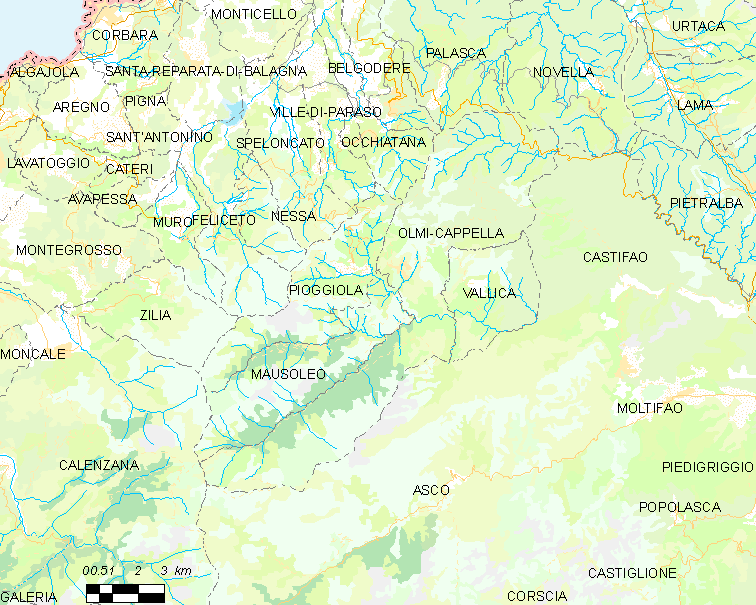
奥尔米-卡佩拉的OSM定位图

奥尔米-卡佩拉的时区为UTC+01:00、UTC+02:00（夏令时）。

## 行政
奥尔米-卡佩拉的邮政编码为20259，INSEE市镇编码为2B190。

## 政治
奥尔米-卡佩拉所属的省级选区为利勒鲁斯县。

## 人口

1962-2008年间奥尔米-卡佩拉人口变化图示

奥尔米-卡佩拉于2022年1月1日时的人口数量为187人。